# بوکس در المپیک تابستانی ۱۹۳۶
مشت‌زنی در بازی‌های المپیک تابستانی ۱۹۳۶ نام رویداد ورزش مشت‌زنی در بازی‌های المپیک تابستانی بود که در سال ۱۹۳۶ برگزار شد.

## جدول مدال‌ها
| رتبه | کشور                      | طلا | نقره | برنز | مجموع |
| ۱    | آلمان (GER)               | ۲   | ۲    | ۱    | ۵     |
| ۲    | فرانسه (FRA)              | ۲   | ۰    | ۰    | ۲     |
| ۳    | آرژانتین (ARG)            | ۱   | ۱    | ۲    | ۴     |
| ۴    | ایتالیا (ITA)             | ۱   | ۱    | ۰    | ۲     |
| ۵    | مجارستان (HUN)            | ۱   | ۰    | ۰    | ۱     |
| ۵    | فنلاند (FIN)              | ۱   | ۰    | ۰    | ۱     |
| ۷    | ایالات متحده آمریکا (USA) | ۰   | ۱    | ۱    | ۲     |
| ۷    | نروژ (NOR)                | ۰   | ۱    | ۱    | ۲     |
| ۹    | استونی (EST)              | ۰   | ۱    | ۰    | ۱     |
| ۹    | آفریقای جنوبی (RSA)       | ۰   | ۱    | ۰    | ۱     |
| ۱۱   | دانمارک (DEN)             | ۰   | ۰    | ۱    | ۱     |
| ۱۱   | سوئد (SWE)                | ۰   | ۰    | ۱    | ۱     |
| ۱۱   | مکزیک (MEX)               | ۰   | ۰    | ۱    | ۱     |